# Vivian Magis
Vivian Magis es una artista plástica argentina, que nació y vive en la ciudad de Mendoza. Se destaca por una notable obra escultórica, realizada fundamentalmente en cerámica, que se caracteriza por buscar resultados tanto formales como conceptuales.  Ha sido docente en la Universidad Nacional de Cuyo (en adelante UNCuyo), donde, al mismo tiempo ha realizado una importante tarea como investigadora, funcionaria y gestora cultural. En la actualidad se encuentra retirada de sus funciones en la UNCuyo, aunque continúa con una intensa actividad como artista visual.  

## Primeros años

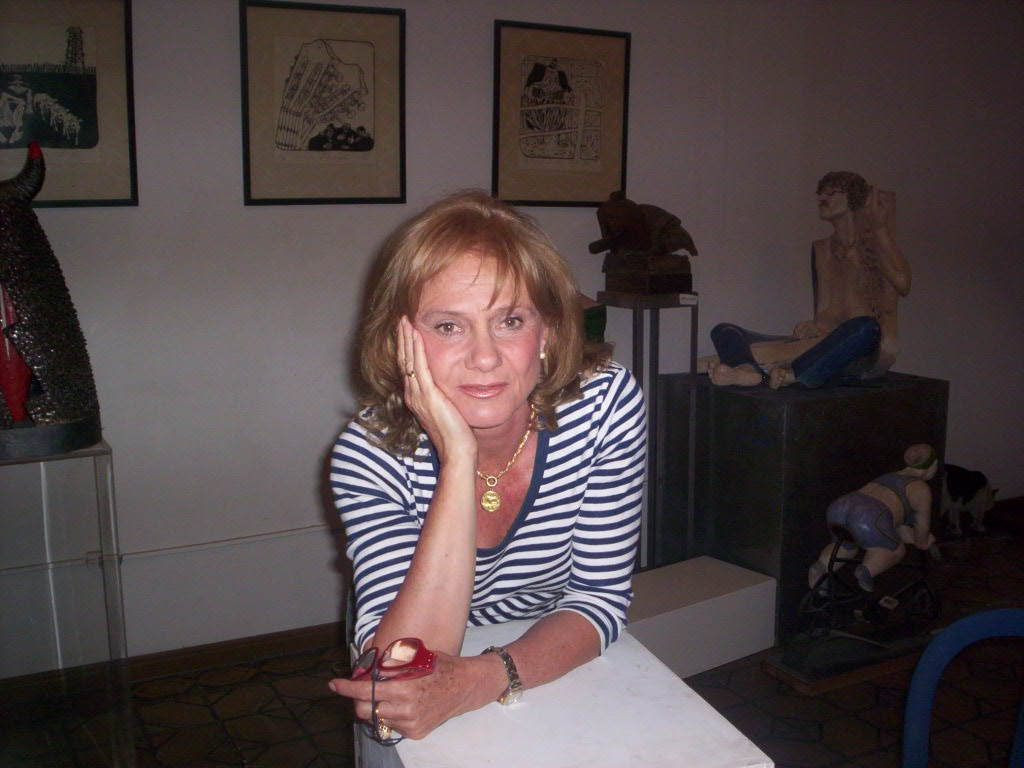
Vivian Magis en su taller junto a sus obras

Vivian Magis nació el 28 de octubre de 1944 en la ciudad de Mendoza, Argentina. Hija de Francisco Nicolás Magis y Nelly Emilia Roenick, es la segunda de seis hermanos. En los primeros años de su vida vivió en una casa ubicada en la calle Rioja 2032, entre Alberdi y Beltrán donde funcionaba el Consulado de Suiza encabezado por el cónsul Otto Roenick, su abuelo.Sus primeros estudios los realizó en la escuela Patricias Mendocinas, un establecimiento público, pero exclusivo para niñas que colaboró, junto a la formación hogareña, a moldear su temperamento, delicado, deferente, pero al mismo tiempo firme y muy determinado.

## Formación y actividad artística
Realizó sus estudios secundarios en la Escuela del Magisterio, por aquel entonces dependiente de la Facultad de Filosofía y Letras de la UNCuyo, de dónde egresó en 1963 con el título de Maestra Normal Superior y Bachiller.
Al año siguiente, 1964, se casó con Juan Enrique Ricci, hijo de una familia que había amasado una importante fortuna gracias a la venta de combustible y vehículos, en las primeras décadas de la explosión de la industria automotriz en la Argentina. Con su marido se radica en un departamento ubicado arriba de la concesionaria Ika (de Kaiser), dedicada a la venta de autos y propiedad de su suegro. Por aquel entonces la concesionaria formaba parte de un importante predio con frente al Carril Sarmiento, en el Puente Olive, en Godoy Cruz.
En 1965 comenzó a estudiar el Profesorado de italiano en la Facultad de Filosofía y Letras pero  luego de un tiempo dejó la carrera tanto por falta de interés como por el nacimiento de sus hijos  Juan Francisco en 1966, Federico Andrés en 1967 y finalmente en 1973, Ignacio. 
En 1974, a instancias de una amiga, se decidió a realizar un curso vocacional de cerámica, dictado por el Prof. Miguel Fiordelisi, en la Facultad de Artes de la UNCuyo. Este fue el momento de encuentro con la cerámica, las artes visuales y el comienzo de su carrera como escultora.  Poco después de este curso se anota como alumna regular de la carrera de cerámica de la que egresó con el título de Ceramista en 1978.

### Inicios en la escultura cerámica
Vivian Magis recuerda, en la entrevista realizada por Sonia Vicente en junio de 2019, que en el predio propiedad de su suegro en carril Sarmiento, encontró el lugar indicado para montar su primer taller cerámico.  En la Universidad conoció a Eliana Molinelli, quién incursionaba por aquellos días en el material cerámico, y con ella compartió su taller durante su época de estudiante. Vivian recuerda a Eliana como una persona desbordante de vitalidad y creatividad y considera que estos momentos fueron plenamente enriquecedores para su formación como artista.       
Como otras influencias fundamentales en su desarrollo, la artista menciona también a  referentes internacionales, como Henry Moore, nacionales, entre ellos Leo Tavella, Mireya Baglietto, Vilma Villaverde  y Rafael Martín, y algunos referentes locales, entre los que destacan, Elio Ortiz, y Miguel Fiordelisi.
Vivian recuerda que por aquel entonces hubo importantes cambios  en la Escuela de Cerámica a partir de una serie de cursos dictados por ceramistas venidos de Buenos Aires, estos cursos tuvieron una  notable influencia en Mendoza. Entre ellos, destaca un curso dictado por Mireya Baglietto sobre esmalte cerámico. Hasta ese momento, en la por entonces Escuela de Cerámica, se usaban esmaltes industriales, el curso de Baglietto impulsó a los ceramistas mendocinos a experimentar  y crear sus propios esmaltes, lo que redundó en la ampliación de las técnicas y recursos con que contaban  los artistas locales.  

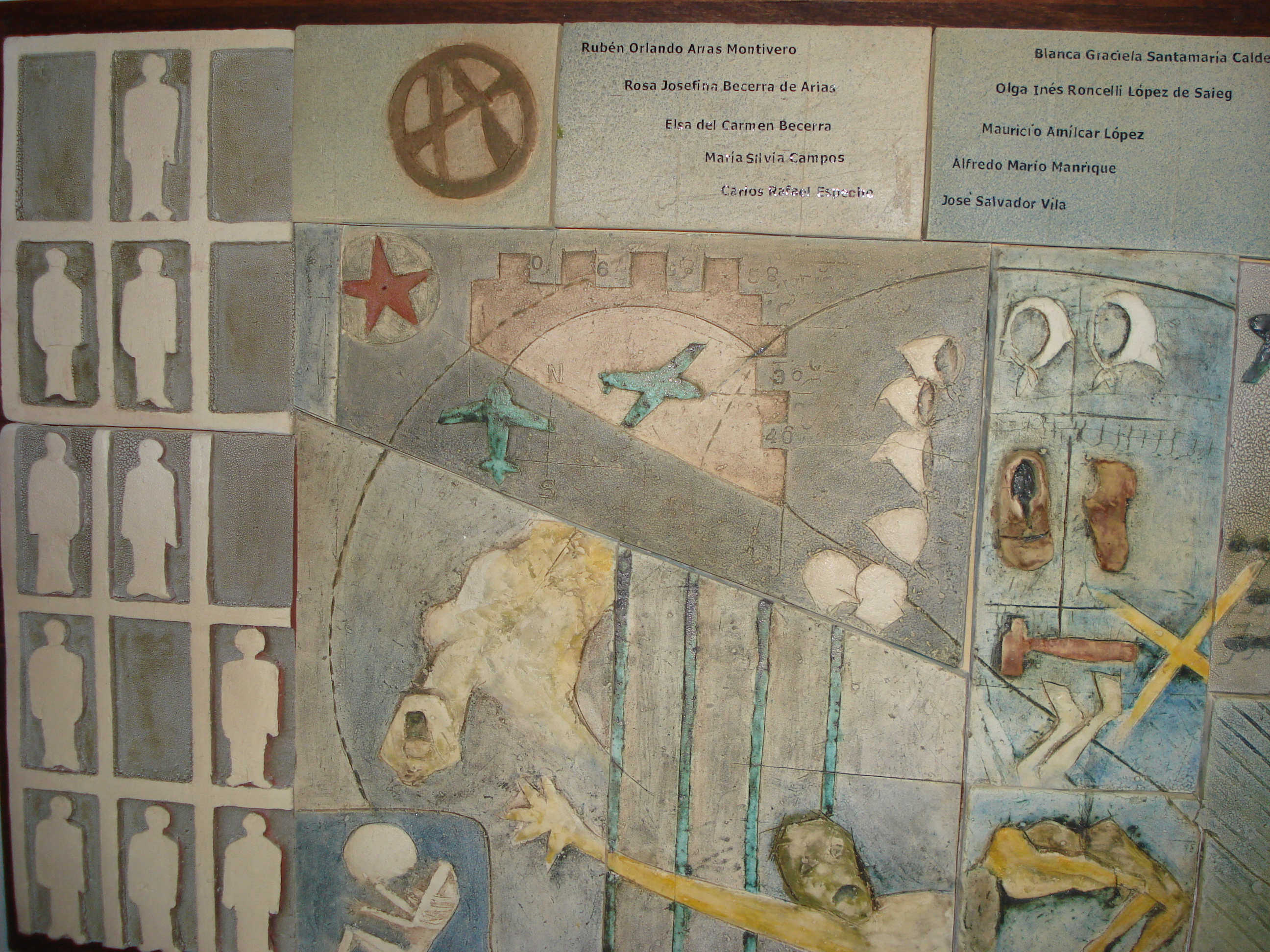
Mural "Entre el olvido y la memoria" en la Biblioteca Central de la UNCuyo

Vivian también recuerda que como estudiante, tuvo que vivir los primeros años de la Dictadura Militar que tomó el poder en 1976, sus vivencias frente a los hechos políticos y sociales de la época se verían plasmadas, años más tarde, en el mural titulado "Entre el olvido y la Memoria" que se encuentra en la actual Biblioteca Central de la UNCuyo.
Luego de finalizar sus estudios se mudó a Chacras de Coria, a una vivienda que era parte de un conjunto habitacional propiedad de su familia. Allí montó nuevamente su taller cerámico para dedicarse de lleno a la escultura. Cabe destacar que Vivian Magis estuvo de acuerdo siempre con la idea de que desde la aparición del arte contemporáneo (que muchos autores sitúan después de la Segunda Guerra Mundial) la cerámica deja de ser una artesanía, que es un material más que permite la expresión en la tridimensión, y ha descreído en todo momento de cualquier intento de jerarquizar el quehacer artístico por sobre el artesanal. La idea, que constituye un supuesto indiscutible para nuestro tiempo, fue objeto de debates en la Mendoza de los '80 y '90, Magis desde la gestión universitaria luchó en pos del abandono de los viejos paradigmas: la división entre artes mayores y menores, y la valoración excesiva de los materiales nobles (bronce, mármol) en escultura, en detrimento de los materiales frágiles y efímeros (por ejemplo la cerámica).
Sus estudios y dedicación a la práctica con la cerámica, dan un importante fruto, en 1984 realiza su primera exposición, junto al pintor Eduardo Tejón, en la Galería de Arte "Zulema Zoireff", una galería privada que tuvo un importante papel en la configuración del mercado del arte en la Mendoza de la época. En 1984 muere su esposo Juan y en 1988 su hijo mayor, Juan Francisco también fallece tras un accidente automovilístico que lo tuvo postrado por casi dos años. Este último acontecimiento tuvo una gran influencia en su vida y en su obra y puso a prueba su carácter. En 1993 inicia una relación con el prestigioso abogado Eduardo Estrada que se ha prolongado hasta el presente.

### De la periferia vocacional provinciana a la repercusión nacional
Desde aquel 1974, en que Vivian Magis realizó su primer acercamiento a la cerámica a partir  de un curso vocacional, su carrera como artista visual se desarrolló rápida y profusamente. La muestra efectuada en la Galería Zulema Zoireff  fue la primera de muchas realizadas en Mendoza y también en otras provincias y en Buenos Aires, que antes de la aparición de internet era el centro  incuestionable del arte nacional.       
Más de 30 exposiciones individuales, entre las cuales destacan una exhibición materializada en 1999 en el Museo Provincial de Bellas Artes "Rosa Galisteo de Rodríguez" de Santa Fe y en el Museo Nacional de Arte Decorativo, Palacio Errázuriz en  Buenos Aires, y un centenar de exposiciones colectivas que incluyen lugares emblemáticos del arte nacional, tales como el Palais de Glace y en el Centro Cultural Recoleta se cuentan en sus antecedentes. Pero fueron decisivas para la su aparición y consolidación como artista en el campo artístico nacional, su participación en dos importantes ferias: Expotrastiendas y ArteBA.
La primera de ellas, Expotrastiendas,  ya extinta, tuvo varias ediciones a comienzos del siglo. Organizada por la Asociación Argentina de Galerías de Arte, unía a importantes galeristas, tanto de Buenos Aires como del interior del país, con el objetivo de dar a conocer, todas juntas y en un mismo espacio, las obras más importantes de cada galería. Estaban presentes los grandes maestros (Spilimbergo, Collivadino, Quinquela Martín y otros) como muchos consagrados en sus provincias y artistas jóvenes. En 2005, la feria tuvo lugar  en el Centro Cultural Borges y Vivian Magis fue convocada por la galería "Arte Privado" de Rosario.      
La segunda feria que contribuyó a difundir su obra en el plano nacional fue ArteBa, feria organizada por la Fundación homónima, una ONG sin fines de lucro, fundada en 1991, cuyo principal objetivo es el desarrollo y fortalecimiento del mercado del arte en la Argentina.   
En su trayectoria artística ha sido merecedora de numerosos reconocimientos y premios entre los que destacan: Salones Vendimia de la Provincia de Mendoza (1979-1980), Salón Nacional de Cerámica (Bariloche 1985), XXXV Salón Internacional de Arte Cerámico (1993), Salón Nacional de Artes Visuales (2003) y Salón Nacional de Santa Fe (2005). Obtuvo un reconocimiento internacional cuando en 2008, viajó a China, junto a un grupo de ceramistas argentinos para realizar una escultura cerámica en aquel país.   

### Devenir artístico de sus ideas y producción escultórica
La obra escultórica de Vivian Magis atraviesa dos etapas claramente definidas, que tienen que ver con el desarrollo de sus ideas y con la adquisición de una poética artística propia y una sólida pericia técnica. La primera de ellas va desde sus inicios (en 1974)  hasta la exposición  en el espacio artístico que por entonces tenía el Canal 7 de televisión mendocina.  La segunda etapa se inicia con esa muestra y se proyecta al presente, se trata de una etapa de madurez artística donde la escultora plasma un lenguaje propio, con el que desarrolla  conceptos y  formas que caracterizan su hacer.
En la primera etapa su idea del arte está inmersa en las concepciones que en aquel tiempo se debaten en la escena artística mendocina. Así, conceptos academicistas se conjugan con algunos aportes de las vanguardias, el lenguaje tradicional se acomoda, sin muchas contradicciones, con las formas rupturistas del arte moderno. La principal cuestión que aborda Vivian Magis en esta época, es la figura humana y hace de ella el objeto constante de sus meditaciones plásticas. Sin embargo, sus obras de esta etapa no son estrictamente figurativas, hay una cierta tendencia a la abstracción, una intención expresa de abandonar lo anecdótico. El tema de la obra es importante, pero no determinante. El acento está puesto en los aspectos formales, es decir en el modo en que se organizan los elementos dentro de la figura humana representada: espacio, planos, volúmenes, líneas, colores, texturas, luz, etc. .  
Se trata también de una etapa muy experimental, prueba muchas técnicas y hace investigaciones sobre los materiales. Lentamente va configurando un estilo propio y característico que dará sus frutos en la siguiente etapa.

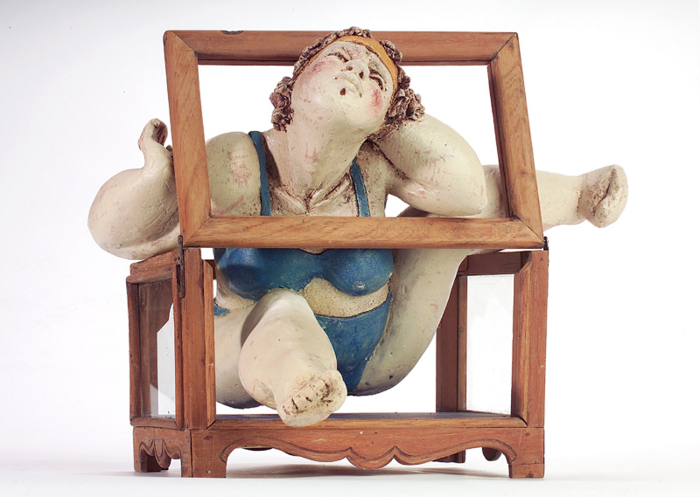
Juanita No en-caja. De la serie "Las Juanitas" Escultura en cerámica y madera de Vivian Magis

A partir del año 2000 realiza varios cursos de teoría del arte en el marco de la Maestría de Arte Latinoamericano, primera carrera de posgrado dictada en la Facultad de Artes de la UNCuyo, allí aparecen frente a su horizonte de comprensión muchas nuevas ideas sobre el arte contemporáneo. Vivian Magis se empapa de los nuevos significados que están adquiriendo conceptos como arte, artista, obra, espectador, percepción, etc. Esta formación teórica va a repercutir en su producción de obras escultóricas, que irá mutando del formalismo al conceptualismo.
Las nuevas ideas apropiadas influyen para dar nacimiento a la segunda etapa de su producción artística, que tendrá un inicio formal con la muestra que presenta en Canal 7 en el año 2000, donde aparece la primera de sus series conceptuales "Los personajes". En estas obras, que también son figuras humanas, cambia radicalmente su objetivo fundamental, del trabajo con las estructuras y las formas, el foco de su producción se corre a lo conceptual, aunque sin desmedro de lo formal, esta característica crucial va a definir su obra en el nuevo siglo, marcando una diferencia sustancial con su producción anterior. 
Vivian Magis dice en la entrevista que le realizara Radio Nihuil. "primero elaboro un concepto y luego analizo como lo inserto en una buena forma", para ello la artista afirma nutrirse de conceptos de la vida misma, del contexto social y de la realidad psíquica del hombre de hoy, del conjunto de actitudes, conductas, prácticas sociales y creencias que forman parte de nuestro modo de ser. Así por ejemplo, en sus series "Las Juanitas" o "Las Zulemas" busca poner en cuestión el modelo de mujer instaurado por los medios y la publicidad que hace hincapié en la delgadez y la juventud, desde el humor problematiza la imagen tradicional de la mujer y se une a las voces que procuran su re-valorización y re-posicionamiento social.

## Desempeño como académica
En 1986, Vivian Magis ingresa como docente en la Facultad de Artes y Diseño de la UNCuyo, se desempeña en diversos niveles, primero como integrante de equipos de cátedra y más adelante como profesora titular.

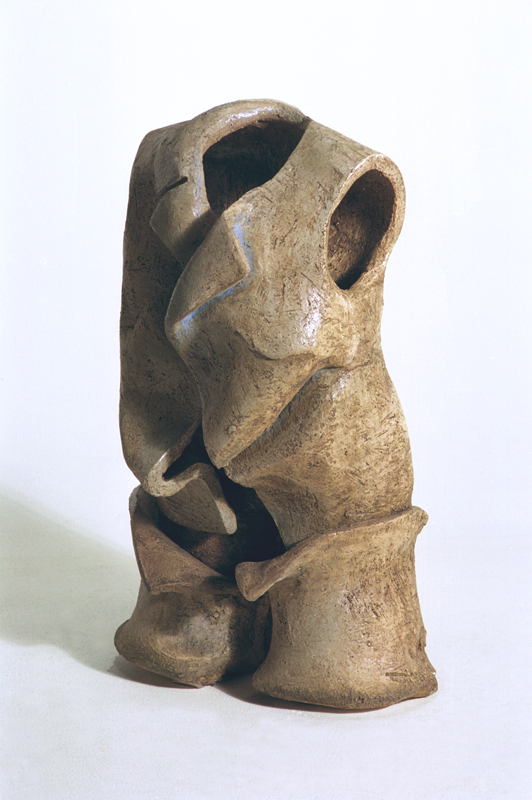
Empty suite. De la serie "Los personajes" Escultura cerámica

También incursiona en la investigación, formando parte de diversos proyectos, justo en el tiempo en que la investigación artística comienza a ocupar un lugar de importancia en la vida universitaria.  Hasta los años '80 y '90, en Mendoza, buena parte de los actores del campo artístico, consideraba que el arte estaba separado de la ciencia y se lo consideraba como productor de belleza o de formas, nunca de conocimiento. La investigación, entendida como el proceso de producción de conocimiento, parecía ser actividad exclusiva del campo científico. Pero ya se ha dicho que a partir de la segunda mitad del siglo XX, las tendencias mundiales fueron asignándole al arte el rol de lenguaje en el que se producen y desarrollan diversos saberes. En 1980, y en el marco de la UNCuyo, las instituciones formadoras de artistas (academias y conservatorios) son elevadas al rango de Facultad. Desde ese momento y lentamente la investigación artística se fue transformando en una actividad no solo posible sino inexcusable para la comunidad artístico-universitaria. Vivian Magis, consciente de tales cambios, y militante de las nuevas ideas, participó activamente en el fomento de la investigación artística, no solo como integrante de los equipos de investigación, sino desde sus funciones de gestión. Y como ya se dijo anteriormente se vio motivada a continuar su formación intelectual realizando  varios cursos en el marco de la Maestría de Arte Latinoamericano. 
En el ámbito de la gestión, ocupó diversos e importantes cargos tanto en la Universidad como en el ámbito gubernamental de la Provincia. Así fue miembro del Concejo Directivo de la Facultad de Artes y Diseño en 1999 a 2002. 
Desde 1997 y hasta 2002, se desempeñó como directora de las carreras de Cerámica en la misma Institución. Finalizado su periodo de mandato fue designada como Directora del Museo Provincial "Emiliano Guiñazú. Casa de Fader" que se encuentra bajo el dominio del Gobierno Provincial de Mendoza.
Entre 2004 y 2008 fue Directora del Museo Universitario de Arte (MUA). 
Más tarde ocupó el cargo de Coordinadora de los Organismos Artísticos, en el área de la Secretaría de Extensión Universitaria en la UNCuyo. De esta coordinación dependían los coros , el elenco de teatro, la orquesta sinfónica y el ballet universitarios. También dependía de la Secretaría un área dedicada a las problemáticas sociales, ocupada, entre otras cosas, por la educación en contextos de encierro y por la ejecución de proyectos artísticos barriales. Éste cargo ha sido sin duda el más importante en su carrera, pues desde allí realizó una intensa y fructífera labor de estímulo de las artes. 
También cabe mencionar que formó parte de Comisiones Asesoras, Jurado en concursos académicos y artísticos y directora de tesinas y  participante activa de Congresos y Jornadas.
Tras su jubilación en 2014, continúa su actividad como escultora en su taller de Chacras de Coria.